# Роза Марена
«Роза Марена» (с англ. Rose Madder, в разных вариантах перевода также известный как «Мареновая роза» и «Капля крови») — двадцать девятый роман американского писателя Стивена Кинга, написанный в жанре мистического триллера и опубликованный в 1995 году издательством Viking. Автор затрагивает в романе тему семейного насилия, а также использует в повествовании элементы греческой мифологии. История повествует о Рози Дэниелс — женщине, сбегающей от своего мужа-психопата Нормана, который регулярно её избивает. Переехав в другой город и начав новую жизнь, Роуз приобретает необычную картину, сквозь которую она получает возможность попадать в параллельный мир.
Стивен Кинг негативно относился к этому произведению, называя роман «окостенелым». Литературные критики неоднозначно восприняли работу автора. Большинство из них похвалили детализированный облик главной героини и напряжение, возникающее при прочтении книги, назвав «Розу Марену» наиболее жёстким произведением Кинга. Другие обозреватели сетовали на отсутствие атмосферы страха, неубедительные мистические эпизоды романа и «плоского» антагониста. «Роза Марена» достигла второй позиции в списке бестселлеров газеты The New York Times. Книгу планировали экранизировать студии Palomar Pictures и Grosvenor Park, однако фильм так и не был снят.

## Сюжет
В прологе, действие которого разворачивается в 1985 году, полицейский Норман Дэниелс жестоко избивает свою жену Рози, находящуюся на четвёртом месяце беременности, что приводит к выкидышу. Задумываясь о том, чтобы уйти от мужа, Рози отказывается от этой мысли, поскольку Норман специализируется на поиске пропавших людей. Будучи обладателем буйного нрава, он был обвинён в нападении на негритянку Венди Ярроу. Служебное расследование, которое осуществляло проверку причастности Нормана к убийству этой женщины, сделало его ещё более нестабильным. По прошествии 9 лет Рози по-прежнему живёт с мужем, подвергаясь побоям и издевательствам. Однажды она замечает каплю крови на простыне и сознаёт, что жизнь с Норманом в конечном итоге может убить её.
Взяв кредитку мужа, Роуз сбегает из дома. В отсутствие чёткого плана действий, на междугороднем автобусе она прибывает в незнакомый ей город, находящийся на среднем Западе. На автовокзале от добродушного человека по имени Питер Словик она узнаёт, что в городе существует приют для женщин «Дочери и сестры». Оказавшись в приюте, Рози понимает, что она не одинока: множество женщин сбегают от своих мужей, не выдержав домашнего насилия. В приюте Рози заводит новых друзей, в том числе знакомится с директрисой Анной Стивенсон, находит небольшую квартиру и работу горничной в отеле. Несколько недель спустя Рози решает продать обручальное кольцо Нормана в ломбарде, но узнаёт, что бриллиант в кольце — подделка. В ломбарде она обращает внимание на картину, на которой изображена женщина, одетая в мареновый хитон. Очарованная картиной, Рози меняет её на кольцо.
На улице её останавливает человек по имени Роб Леффертс, бывший в ломбарде, и предлагает прочитать отрывок из книги. Ему нравится голос Рози, и он предлагает ей работу — запись аудиокниг. Некоторое время спустя Билл Стейнер, работник ломбарда, приглашает её на свидание. Рози считает, что её жизнь налаживается: у неё есть хорошая работа, свой дом, друзья и любимый мужчина. Постепенно Рози замечает, что картина меняется, а её изображение расширяется. В конце концов Рози проходит сквозь картину. На той стороне её встречает Доркас, похожая на Венди Ярроу, и женщина в мареновом хитоне. Рози не знает её настоящего имени и называет героиню про себя Роза Марена как из-за цвета её платья, так и из-за очевидной невменяемости. Роза Марена просит Рози спасти её ребёнка из подземного лабиринта, который охраняет одноглазый бык Эриний, ориентирующийся на обоняние.
| «                                         | На самом деле я Рози, настоящая Рози, вот так. Со мной шутки плохи, приятель. Прими это просто как факт… | » |
| — Цитата Мориса Сендака, эпиграф к роману | |   |

Доркас приводит Роуз к территории храма и предупреждает об опасностях и испытаниях, которые ждут её в пути. Доркас не может войти в лабиринт из-за загадочной болезни, которой заражена она и её хозяйка. Роуз следует в храм одна, продолжая гадать, является ли всё происходящее сном или явью. Она выполняет просьбу — ей удаётся спасти ребёнка, которого она назвала Каролиной, и Роза Марена обещает отплатить ей. Проснувшись на следующее утро, Рози решает, что всё произошедшее ей пригрезилось.
Тем временем Норман ведёт активные поиски свой жены. Он хочет найти и убить её. Используя свои навыки детектива, он находит город, в котором скрывается Роуз. Постепенно он теряет самоконтроль и начинает убивать людей, так или иначе связанных с Рози — Питера, Анну и других. Он встречает её возле дома, когда Рози возвращается после прогулки вместе с Биллом. Рози убегает от него в квартиру и заманивает Нормана в мир картины. Там Роза Марена убивает его. Потом она даёт Рози семечко и заставляет дать обещание — помнить о дереве. После этого инцидента Роуз сжигает картину. Проходит несколько лет. Рози замужем за Биллом, у них растёт дочь, однако время от времени у неё начинают появляться вспышки ярости, характерные для Розы Марены. Она вспоминает об обещании, данном женщине в картине, и сажает семечко возле озера. Из семечка вырастает дерево, помогающее сдерживать неконтролируемую агрессию.

## История создания

### Публикация
Оригинальное название романа — «Rose Madder». Madder обозначает красящее растение марену. Английское название растения созвучно со словом mad — безумный, русское — совпадает с именем славянской богини смерти Марены:245—246. Стивен Кинг в своих мемуарах «Как писать книги» относил произведение к числу романов с запланированным сюжетом, чей конечный результат, как и в «Бессоннице», «не вдохновляет». Автор сам признал, что «Роза Марена» — окостенелая и чересчур усердная работа. В интервью журналу The Paris Review Стивен считал, что на самом деле не автор пишет книгу, а книга пишется в каком-то смысле сама: «Вы должны позволить книге идти туда, куда она захочет, или просто следовать вместе. Если этого не сделать — получится плохая книга… Я думаю, что „Роза Марена“ вписывается в эту категорию». В предисловии к рассказу «Дорожный ужас прёт на север» автор называл произведение одним из своих самых читабельных романов. Во время написания книги автор читал работы Кормака Маккарти, поэтому роман стилистически подражает этому автору. Когда на раздаче автографов в городе Санта-Крус штата Калифорния Кинга спросили, о чём его роман, он шутливо ответил:
Я могу вам рассказать, что он о… около 450 страниц длиной». Оригинальный текст (англ.)I can give you a sneak preview and tell you what it’s about. It’s about… 450 pages long.
Произведение было издано в июле 1995 года и стало единственной работой Кинга, опубликованной в этом году. В 1995 Кинг также закончил написание романов «Колдун и кристалл» и «Безнадёга»:362. Структурно «Роза Марена» состоит из пролога, десяти частей и эпилога. Первый тираж книги составил 1,75 млн экземпляров. В маркетинговых целях было отпечатано десять тысяч экземпляров предварительного издания романа — рекордное количество для работ Кинга того времени. Также был выпущен ограниченный тираж романа в 250 экземпляров. Книги были помещены в специальный чехол и подписаны Кингом на экслибрисе. Аудиокнига, изданная Penguin Audiobooks, появилась в CD-формате в феврале 2009 года. Текст читала Блэр Браун. Кинг, появляясь в качестве персонажа в «Песни Сюзанны», говорит своим собеседникам, что находился под влиянием Тёмной Башни, когда писал роман. В дневнике он называл её провалом, по крайней мере в части продаж. Кинг писал: «Тем временем у меня возникла идея романа о женщине, которая покупает картину в магазине-ломбарде и проваливается в неё. Эй, а может, она провалится в Срединный мир и там встретит Роланда!» Права на публикацию романа с 2016 года принадлежат издательству Scribner, с которым Кинг стал сотрудничать со времён издания «Мешка с костями».

### Персонажи и связи
В романе фигурирует свыше восьмидесяти персонажей. Критики отмечали символизм, образованный между героями книги. Так Рози Дэниелс достигает духовной и психологической трансформации благодаря женщине по имени Роза Марена. Она является параллельной анимой Рози, которая в конечном итоге помогает уничтожить её демонического мужа-монстра, чья параллель восходит к мифологическому быку Эринию. Одна капля крови на белой простыне выступает катализатором и позволяет Роуз бежать от Нормана. Постепенно героиня понимает своё истинное предназначение и получает возможность попадать в иные миры. Персонаж Венди Ярроу, в мире картины перевоплощающийся в Доркас, выступает в качестве наставника Рози. Есть мнение, что имя героини посвящено жене Кинга Табите. На это намекает стих 36 главы 9 «Деяний апостолов»: «В Иоппии находилась одна ученица, именем Тавифа (англ. Tabitha), что значит: „серна“ (англ. Dorcas); она была исполнена добрых дел и творила много милостынь». Норман в романе описывался как садист с руками мясника и глазами «невыразительными, как осколки стекла». Кинг сравнивал его с персонажем по имени Дорожный ужас из рассказа сборника «Всё предельно».
Действие книги преимущественно разворачивается в городе Дерри штата Мэн, также как в «Оно», «Бессоннице», «Мешке с костями» и «Ловце снов»:381. Сюжетно роман имеет связь с рядом других работ Кинга, в том числе с циклом «Тёмная башня». Как отмечал Патрик Макэлир, «Роза Марена» наполнена отсылками Срединному миру, его географии и речи. Так, Доркас в одной из сцен упоминает город Лад, фигурирующий в «Бесплодных землях»: «Я видела войны, которые приходили и уходили, как волны, накатывающиеся на берег, смывающие следы и разрушающие песочные замки. Я видела людей, заживо сгорающих в огне, и сотни голов на столбах вдоль улиц Лада. На моих глазах убивали мудрых правителей, а на их место возносили глупцов; и я до сих пор живу». Роза Марена также знает о философии Срединного мира и размышляет о ка. Несмотря на это, множество подобных отсылок, встречающихся и в других работах автора, легко заметных при беглом прочтении книг, не имеют существенного отношения к истории Тёмной Башни. В романе также упоминаются Мизери Честейн и Пол Шелдон, герои «Мизери»:296, Сьюзен Дэй из «Бессонницы»:104, Синтия Смит из «Регуляторов». Упоминание Розы Марены можно встретить в «Песне Сюзанны».

## Критика
Роману не удалось достичь первой позиции в списке бестселлеров по версии газеты The New York Times. По мнению некоторых авторов, не способствовало хорошим продажам книги и падение Стивена Кинга в рейтинге самых влиятельных людей индустрии развлечений по версии Entertainment Weekly с сорок седьмой до восемьдесят пятой строчки. Тем не менее, роман пробыл в чарте бестселлеров восемнадцать недель. Из них одиннадцать — вариант в твердом переплёте, и семь — в мягком. В аналогичный рейтинге The New York Times произведение продержалось 14 недель. Аудиокнига летом 2014 года достигла третьей позиции в списке бестселлеров для приложения Apple iBooks в США, в разное время занимая в нём пятую и одиннадцатую строчки. По итогам года роман занял третью позицию в премии Локус 1996 года в номинации «Хоррор/тёмное фэнтези», уступив «Путешествию в страну смерти» Барбары Хэмбли и «Сроку годности» Тима Пауэрса. По мнению ряда авторов, роман является наиболее жёстким произведением Кинга, посвящённым тематике насилия.
Дэвид Этвуд (англ. David Atwood), обозреватель Book of the Month Club, считал первую сцену книги одной из самых страшных из когда-либо написанных вообще — «Вы будете отворачиваться несколько раз, как делали некоторые из нас, когда получили ранний вариант рукописи». Вызываемое чувство тревоги, напряжения, ужаса, испуга или шока описали множество критиков таких изданий как Oklahoman, Baton Rouge magazine, Montgomery Advertiser и других. Положительно была воспринята главная героиня. Рецензент New York Newsday называл Рози сильным персонажем и одним из главных удовольствий книги. Обозреватель Detroit Free Press счёл протагонистку наиболее богато изображённой героиней из когда-либо созданных Кингом. Нормана сравнивали как с антагонистом фильма «Психо», который принадлежит к той же категории психопатов, что и Энни Уилкс, так и с Ганнибаллом Лектером. Его характеризовали как убийственную машину ненависти, лишённую тонкости, «как летящий грузовик».

Обложка аудиокниги, изданной Penguin Audiobooks в 2009 году

Обозреватель Publishers Weekly назвал произведение одной из самых увлекательных и актуальных страшилок писателя, в центре которой — избитая жена, решившая начать жизнь заново, и жестокий муж, представляющий собой образец чистого зла. «Роза Марена», богатая на персонажей и события, сочетает в себе лучшее из длинных романов Кинга — широту видения из «Противостояния» и тщательность психологического портрета из «Долорес Клейборн». Напряжение не ослабевает как за счёт реалистичного описания пыток, так и за счёт непрекращающегося преследования Норманом Рози. Книга представляет собой фантасмагоричные «американские горки», подпитываемые витающей в воздухе опасностью. Рэй Олсон (англ. Ray Olson), обозреватель Booklist, отметил умение писателя создавать убедительных женщин — главных героев. В то же время тактические поиски садистом-полицейским своей жены выглядят напряжёнными, но ненужными. Найти выход из затруднительного положения протагонистке помогает странная картина, в отличие, к примеру, от Долорес Клейборн, которая вполне обошлась без помощи сверхъестественных сил.
Уильям Берд (англ. William Byrd), критик School Library Journal, акцентировал внимание на смещение литературы Кинга в «реальный мир ужаса». Героиня, которую подвергали психическим, физическим и сексуальным пыткам в течение всех 14 лет брака, сбегает от своего неуравновешенного мужа. Весь саспенс романа происходит из ожидания, когда, наконец, Норман догонит и «серьёзно поговорит с ней» — что, в свою очередь, является лишь словесной прелюдией к физическому наказанию. Книга, по мнению Берда, полна графического языка, но это не разочарует читателей, знакомых с последними трудами автора. И хотя погоня не страшит читателя, она создаёт напряжение и демонстрирует всё безумие мужа Рози. Окончательный конфликт подчёркивает, что силу можно найти в себе. Впрочем обозреватель сокрушался, что очень немногие жертвы домашнего насилия могут воспользоваться волшебными картинами.
Кристофер Ленман-Хаупт (англ. Christopher Lehnmann-Haupt), рецензент The New York Times, считал, что роман едва ли можно назвать типично для Кинга «ужасающим». Угроза, которая нависает над Роуз не так остра, как судьбы героинь «Долорес Клейборн» и «Игры Джералда» — книг, акцентированных на психологии сексуального насилия. Персонаж Нормана видится как слишком чудовищный, чтобы вызывать доверие. Будучи маньяком, он не только убивает людей, но и поедает части их тел. Некоторые мифические сюжетные линии выглядят надуманными, так же как и раздражающая привычка Кинга отождествлять героев и ситуации ссылками на поп-культурные клише, вместо того чтобы взять за труд описать их более свежо. В заключении критик называл роман на редкость скучным. Другой обозреватель того же издания, Ричард Николлс (англ. Richard E. Nicholls), находил путешествия сквозь картину вдохновлёнными сценами из классической мифологии. Кульминацию романа он посчитал ужасной и одновременно удивительно трогательной.
Марк Харрис, обозреватель Entertainment Weekly, остался недоволен книгой. Он указывал, что автор с мастерством заставил читателя проникнуть под кожу Рози Дэниелс — вплоть до мыслей и обрывков песен в её голове. Этот портрет детализирован, но не освещён. Структура романа, напоминающая фильм, гасит интригу, а злой Норман вовсе не страшен, а противен. «Когда Стивен Кинг перестал пугать? Я подозреваю, что он также реагирует на подобный вопрос читателей, как и Вуди Аллен реагирует на критиков, которые просят, чтобы он вернулся к съёмкам смешных фильмов». Сцены в картине с феминистской богиней, лабиринтом, волшебными ручьями и Храмом быка Харрис назвал неубедительными. Ужас романов «Кэрри», «Сияния», «Кладбища домашних животных» возникал из той лёгкости, с какой зло могло завладеть порядочным человеком или замаскироваться под него. «„Роза Марена“ не предлагает такую соблазнительную двусмысленность».

## Экранизация
Первоначально съёмками фильма заинтересовался американский телеканал HBO, однако позже руководство канала отказалось от этих планов. Вадим Эрилихман в свой книге «Стивен Кинг: Король тёмной стороны» писал, что благодаря удачной адаптации сценария «Буря столетия», в 2001 году Стивен одобрил идею экранизации романа «Роза Марена» студией Warner Bros. Кинг начал писать для него самостоятельный сценарий, но позже полностью отбросил весь сюжет книги. В итоге был снят сериал «Особняк „Красная роза“» (англ. Rose Red), повествующий о группе «охотников за привидениями», изучающей особняк в Сиэтле, построенный на месте индейского святилища:279. Иные авторы отмечали, что, несмотря на схожесть названий, роман не имеет ничего общего с сериалом. В 2011 году появились сведения об экранизации книги. Студии Palomar Pictures в партнерстве с Grosvenor Park объявили о своём намерении начать съёмки трёх кинолент, в число которых входила «Роза Марена». Роман адаптировала Наоми Шеридан (англ. Naomi Sheridan). Съёмки должны были начаться во второй половине 2012 года, но фильм так и не был снят.